# Antonio Felici
Pour les articles homonymes, voir Felici.
Antonio Felici (né le 26 juillet 1968 à Formia, dans la province de Latina, dans le Latium) est un écrivain et journaliste italien spécialisé dans le football.

## Biographie
Antonio Felici est le correspondant en Italie, depuis 1994, du bi-hebdomadaire français France Football, le magazine qui organise chaque année le Ballon d'or, le plus prestigieux trophée individuel pour le football. Il suit l’actualité italienne pour le bi-hebdomadaire parisien.
Il réalise enquêtes et reportages sur le football et d’autres sports (politique sportive, économie, marketing, sponsoring, etc.) pour le mensuel Il Sole 24 Ore Sport. 
Il tient la rubrique « Felici e scontenti »  dans le bimensuel Totoguida Scommesse.
Il a travaillé à la réalisation (comité éditorial et travail d’édition) de l’Annuario del Calcio Mondiale dirigé par Salvatore Lo Presti, l’un des plus complets annuaires du football international. Il a participé au dix-neuf éditions publiées à partir de 1988.
Il est consultant régulier depuis 2004 des émissions Cuore di Calcio, Rete Rete, Accademia del Calcio, A Tutto Campo et Viva il Calcio à la télévision, Radio Radio lo Sport, Accademia del Calcio, A Tutto Campo en radio. Actuellement il travaille pour Zona11pm-Rai Sport et Te la dò io Tokyo-Radio Centro Suono Sport.
Expert de football international, il s’est occupé régulièrement de football étranger pour le Guerin Sportivo de 1988 à 1996. Il a également tenu une rubrique hebdomadaire sur les championnats étrangers dans le Corriere dello Sport, de 1991 à 1995. Il a écrit pour beaucoup d’autres journaux : L’Espresso, L’Opinione, Il Tempo, Hurrà Juventus, Il Dilettante, La Regione et La Gazzetta dello Sport. Il a collaboré avec de nombreux journaux étrangers, tels Sport et Vie (Belgique), Football Club (France), La Regione (Suisse), Moskovskij Komsomolets, Futbol (Russie), Start (Ukraine) et Sportul Romanesc (Roumanie).
Entre 1999 et 2001, il a créé l’un des premiers portails sportifs italiens, www.sportcalcio.com et en a exercé la fonction de directeur éditorial.
Il est membre de l’Association de la presse étrangère en Italie, de l’USSI (Union de la presse sportive italienne) et de l’AIPS (association internationale des journalistes sportifs). Il est officiellement accrédité près le Ministère des Affaires étrangères.

## Publications
Depuis l’âge de 20 ans, Antonio Felici a exercé une intense activité dans l’édition, d’abord avec Storia del Calcio Italiano Giornata per Giornata, collection en six volumes éditée par Paolo Carbone et publiée par Newton Compton.
Profondément impliqué dans la réalisation des dix-neuf éditions de l’Annuario del Calcio Mondiale (SET puis Cantelli) entre 1988 et 2007, il a également réalisé avec Salvatore Lo Presti  Tutti i record del calcio en 2006.
D’autre part, il a participé à l’élaboration de Calciomondo: l’Almanacco 1992-93 et Mondiali: La Grande enciclopedia della Coppa del Mondo, publié par Conti Editore.
En 1995, il a publié avec l’éditeur anglais EFRB The European Football Clubs and Players Records 1955-1994.
Il est aussi l’auteur des textes de la série de quatorze DVD de La grande Storia della Nazionale, publiée par la Gazzetta dello Sport/RAI Trade.
En 2011, il a publié Le pagine nere del calcio. Tutti gli scandali minuto per minuto, une enquête sur 85 ans de scandales dans le football italien.
En 2012, il a publié Da porta a porta. Gli ultimi dribbling dei furbetti del calcio la deuxième partie de l’enquête sur les scandales du football italien.